# Vittoria Blasigh
Vittoria Blasigh (Latisana, 7 aprile 2004) è una cestista italiana.

## Carriera

### Nazionale
Nel 2022 ha vinto, con l'Italia under 20, la medaglia di bronzo all'Europeo di categoria.